# Ordre antonin maronite
Pour les articles homonymes, voir Antonins.
L’Ordre antonin maronite (O.A.M. —  en arabe  الرهبانية الأنطونية المارونية), parfois appelé « Ordre antonin de saint Isaïe », est un ordre religieux de l’Église maronite.

## Histoire de l'Ordre
En 1673, l'évêque d'Alep, Gabriel de Blawza, fonde le monastère Notre-Dame à Tamiche et en fait le siège de son évêché.
Dans la région de Broummana existe des vestiges d’un monastère construit au IXe ou Xe siècle par des moines de Saint-Isaïe. En 1698 Gabriel de Blawza dépêche à Mar Chaya trois moines avec pour mission d’y construire un monastère destiné à être le point de départ d’un nouvel ordre monastique et confié à saint Antoine le Grand.
Une fois le monastère de Mar Chaya terminé la première messe solennelle est célébrée le 15 août 1700. C'est cette date qui est depuis lors retenue comme la date de fondation de l'ordre antonin maronite. Les premiers moines se choisissent Suleiman al-Mishmashani comme supérieur.
Le 17 janvier 1740 le pape Clément XII par le bref apostolique Misericordiarum Pater, approuve l'ordre et lui confère le statut d'ordre de droit pontifical .
Au XVIIIe siècle, la Congrégation des sœurs antonines voit le jour. Elle compte actuellement trois couvents.
En 1912, en plein milieu du schisme entre les deux Églises catholique et orthodoxe, à l’époque où un anathème avait été imposé, le patriarche Haddad rend visite à l’archevêché orthodoxe du Mont-Liban, situé à Hadeth. Les moines antonins rendent la visite au patriarche. Leur rendant la politesse, le patriarche Haddad visite le couvent de Baabda le 9 février 1912, jour de la fête de Saint-Maron ; il est accueilli en grande pompe par les moines et les instituteurs du Collège de Baabda.

## Le TAO emblème de l'ordre antonin maronite et surnom
Le TAO ou croix de saint Antoine, est selon la tradition chrétienne issu du bâton en forme de « T » sur lequel s'appuyait saint Antoine le Grand lorsqu'il rendait visite à l'un de ses disciples pour une discussion religieuse et qu'il laissait  à l'entrée de la grotte ou de la cabane .
Le TAO est l'emblème de l'ordre et est porté cousu sur  l'habit noir des moines montrant ainsi leur attachement à la personnalité et à la spiritualité de saint Antoine le Grand.
L’Ordre antonin maronite est parfois appelé « Ordre antonin de saint Isaïe » en référence au monastère de Mar Chaya (monastère de saint Isaïe) où a été établie l'ordre pour la première fois et où se trouve actuellement le noviciat de l'ordre et le siège de l'ordre.

## Activités
- Renouveau liturgique : chant syriaque,
- Pastorale : activités paroissiales,
- Éducation : universités et établissements d’enseignement,
- Agriculture et élevage.

## Supérieurs généraux de l’ordre antonin maronite
Liste des supérieurs généraux successifs de l'ordre antonin maronite (liste francisée depuis le l'arabe pour faciliter la lecture des francophones) :
| Périodes    | Noms                           |  | Périodes    | Noms                              |  | Périodes    | Noms                    |
| ----------- | ------------------------------ |  | ----------- | --------------------------------- |  | ----------- | ----------------------- |
| 1700 – 1712 | Abbé Suleiman al-Mishmashani   |  | 1815 – 1818 | Abbé Janadius Lotfi Bcasini       |  | 1951 – 1957 | Abbé Shaya al-Asmar     |
| 1712 – 1722 | Abbé Atallah Kreker            |  | 1818 – 1821 | Abbé Silwanis Abou Jaoude         |  | 1957 – 1969 | Abbé Maroun Hariga      |
| 1722 – 1732 | Abbé Boutros Ataya             |  | 1821 – 1824 | Abbé Janadius Lotfi Bcasini       |  | 1969 – 1975 | Abbé Raphaël Latif      |
| 1732 – 1742 | Abbé Siméon Aridh              |  | 1824 – 1827 | Abbé Boulos Hamani                |  | 1975 – 1981 | Abbé Mikhaël Abu Fadel  |
| 1742 – 1745 | Abbé Ibrahim Assaf             |  | 1827 – 1833 | Abbé Ibrahim Nasr Baskantawi      |  | 1981 – 1987 | Abbé Elias Atallah      |
| 1745 – 1748 | Abbé Siméon Larayedh           |  | 1833 – 1836 | Abbé Boulos Hamani                |  | 1987 – 1993 | Abbé Boulos Tannouri    |
| 1748 – 1755 | Abbé Ibrahim Assaf             |  | 1836 – 1842 | Abbé Ibrahim Nasr Baskantawi      |  | 1993 – 1999 | Abbé Hanna Selim        |
| 1755 – 1763 | Abbé Siméon Aridh              |  | 1842 – 1850 | Abbé Saul l’Asmar                 |  | 1999 – 2005 | Abbé Semaan Atallah     |
| 1763 – 1769 | Abbé Ibrahim Aoun              |  | 1850 – 1854 | Abbé Philippus Hajj Boutros       |  | 2005 – 2011 | Abbé Boulos Tannouri    |
| 1769 – 1773 | Abbé Martinos Hajj Boutros     |  | 1854 – 1859 | Abbé Boutros Al-Tayyah Al-Ghaziri |  | 2011 – 2017 | Abbé Daoud Raidi        |
| 1773 – 1776 | Abbé Thomas Medlej             |  | 1859 – 1862 | Abbé Philippus Hajj Boutros       |  | 2017 – 2023 | Abbé Maroun Abou Jaoude |
| 1776 – 1783 | Abbé Martinos Hajj Boutros     |  | 1862 – 1866 | Abbé Youssef Labaki Baabdati      |  | 2023 –      | Abbé Joseph Bou Raad    |
| 1783 – 1786 | Abbé Assaf Abu Jaoude          |  | 1866 – 1869 | Abbé Josué Moukarzel le Jeune     |  |             |                         |
| 1786 – 1789 | Abbé Martinos Hajj Boutros     |  | 1869 – 1874 | Abbé Youssef Labaki Baabdati      |  |             |                         |
| 1789 – 1792 | Abbé Ibrahim Aoun              |  | 1874 – 1877 | Abbé Spyridon Obeid Aramouni      |  |             |                         |
| 1792 – 1798 | Abbé Tobia Aoun                |  | 1877 – 1901 | Abbé Siméon Kassab Belouni        |  |             |                         |
| 1798 – 1801 | Abbé Martinos Hajj Boutros     |  | 1901 – 1913 | Abbé Emmanuel Obeid Baabdati      |  |             |                         |
| 1801 – 1804 | Abbé Mattia Jabbour            |  | 1913 – 1922 | Abbé Bernardus Gbeira Al-Ghaziri  |  |             |                         |
| 1804 – 1807 | Abbé Tobia Aoun                |  | 1922 – 1938 | Abbé Youssef El Khoury Armouni    |  |             |                         |
| 1807 – 1810 | Abbé Nicolas Nasr Baskantawi   |  | 1938 – 1947 | Abbé Ieronymos Khairallah         |  |             |                         |
| 1810 – 1815 | Abbé Joseph Ghobril Al-Shababi |  | 1947 – 1951 | Abbé Boutros Latif                |  |             |                         |

## Les couvents de l'Ordre antonin maronite
- Mar Chaaya (Metn), la maison-mère de l'Ordre
- Mar Roukoz (Dekwaneh)
- Mar Edna (Nammoura)
- Mar Elias (Antélias)
- Mar Abda Mechammar (Zekrit)
- Mar Sarkis w Bakhos (Ehden)
- Saint-Georges (Dbayeh)
- Saint-Jean (Beit Mery)
- Saint-Élie (Kornayel)
- Saint-Simon (Ain el Kabou)
- Saints-Pierre-et-Paul (Kattine)
- Saint-Antoine (Baabda)
- Saint-Joseph (Zahlé)
- Saint-Antoine (Jezzine)
- Saint-Élie (Kabb Elias)
- Saint-Nohra (Kornet El Hamra)
- Notre-Dame (Chemlane)
- Saint-Roch (Haouche-Hala)
- Notre-Dame (El-Mina)
- Saint-Élie (El-Kneissi)
- Saint-Joseph (Bherssaf)
- Saint-Nohra El Kanzouh (Fatka)
- Saint-Jean (Ajaltoun)
- Saint-Joseph (Marjeyoun)